# Ove Eriksson (politiker)
Jens Ludvig Ove Eriksson, född 22 juni 1931 i Ekshärads församling, Värmlands län, död 21 maj 2017 i Danderyds distrikt, Stockholms län, var en svensk politiker (moderat), riksdagsledamot 1982–1985.
Ove Eriksson valdes in i kommunfullmäktige i Filipstads stad 1967, där han också satt i kommunstyrelsen 1974–1982, mandatperioden 1979–1982 som dess vice ordförande. 1976 valdes han in i Värmlands läns landsting. Inom landstinget satt han i besvärsnämnden 1973–1976, i utbildningsnämnden 1976–1979 och i förvaltningsutskottet 1979–1982. I riksdagsvalet 1982 valdes Ove Eriksson in i riksdagen för Värmlands län. I riksdagen var han suppleant i konstitutionsutskottet och finansutskottet. Han lämnade riksdagen efter valet 1985. Åren 1986–1994 var han landstingsråd i Värmland. 1996 lämnade han de sista politiska uppdragen i Filipstads kommun. Ove Eriksson var förbundsordförande för Moderaterna i Värmland 1974–1993. Han satt i styrelsen för Wermlandsbanken 1977–1983.